# Jelena Romanova
Jelena Nikolajevna Romanova (rusko Елена Николаевна Романова), ruska atletinja, * 20. marec 1963, Voronež, Sovjetska zveza, † 28. januar 2007, Volgograd, Rusija.
Nastopila je na poletnih olimpijskih igrah v letih 1988, 1992 in 1996. Uspeh kariere je dosegla leta 1992 z osvojitvijo naslova olimpijske prvakinje v teku na 3000 m. Na svetovnih prvenstvih je v isti disciplini leta 1991 osvojila srebrno medaljo. Na evropskem prvenstvu leta 1990 je osvojila naslov prvakinje v teku na 10000 m in srebrno medaljo v teku na 3000 m.